# David Kent
David Cyril Kent (Perth, 3 de fevereiro de 1941) é um historiador musical e escritor de cultura popular australiano. Ele foi criador da Kent Music Report, uma parada de sucessos ativa entre maio de 1974 e 1996; foi conhecida como Australian Music Report a partir de 1987. Consistia de uma lista semanal das 100 melhores posições de singles e álbuns. Foi a parada musical oficial da Austrália pela Australian Recording Industry Association (ARIA) até a criação da ARIA Charts na década de 1980.
Kent continuou a publicar seu Australian Music Report semanalmente até 1996. Em 1993, ele transformou os arquivos de sua parada musical no livro Australian Chart Book, 1970–1992. Esse livro foi seguido pelas continuações Australian Chart Book (1940–1969) em 2005, Australian Chart Book (1993–2005) em 2006 e The Australian top 20 book (1940–2006) em 2007.

## Primeiros anos
David Kent nasceu em Mount Lawley, um subúrbio de Perth, Austrália Ocidental, filho de Cyril Kent, um químico industrial, e Marjorie Goodwin Dalton Kent.
Ele ouvia pela rádio canções como a então recente "Rock Around the Clock" de Bill Haley em 1955.
A Austrália não possuía uma parada nacional de singles ou álbuns quando Kent era jovem. Ele manteve sua própria tabela das posições fornecidas pelas estações de rádio de Sydney.